# Mosquer groc
El mosquer groc (Myiophobus flavicans) és un ocell de la família dels tirànids (Tyrannidae).

## Hàbitat i distribució
Habita boscos i espesures de bambú de les muntanyes des de Colòmbia i oest i nord de Veneçuela, cap al sud, a través dels Andes de l'est de l'Equador fins l'est del Perú.